# Відступ
Відступ — тактичний, оперативний або стратегічний маневр під час війни у військовій справі. Вимушене або заплановане залишення військами займаних позицій, а також відвід військ на нові позиції у глибину власної або ворожої території. Являє собою важливий хід і маневрування у цілях створення нової групи військ і засобів для ведення наступних військових (бойових) дій. Має на меті виведення військової групи з-під удару ворога, концентрацію військ, укріплення вигідної захисної позиції, або заманювання ворога під удар.